# Vlaamse Radio Amateurs
De Vlaamse Radio Amateurs of kortweg VRA is een Vlaamse vereniging van zendamateurs.
De V.V.R.A. (Vlaamse Vereniging van Radio Amateurs) werd opgericht 1981 en was vooral actief in de Westhoek.
De V.R.B. (Vlaamse Radioamateur Bond) werd opgericht in 1994.  Deze vereniging werd voornamelijk opgericht door amateurs die het niet eens waren met het beleid van de nationale vereniging, de UBA.  
Omdat beide verenigingen ongeveer hetzelfde doel nastreefden werden ze ontbonden en op 17 oktober 1998 werd de V.R.A. (Vlaamse Radio Amateurs) opgericht.
De VRA stelt zich onder andere tot doel informatie te verstrekken, het coördineren van het verzenden van QSL-kaarten en het helpen van kandidaat radioamateurs bij het behalen van een zendvergunning door hen voor te bereiden op het BIPT-examen.
De vereniging verdedigt de belangen van de leden bij de ministeries en het BIPT, maar heeft geen rechtstreekse zitting in de IARU.